# Mestre Calcio 1999-2000
Questa pagina raccoglie le informazioni riguardanti il Mestre Calcio nelle competizioni ufficiali della stagione 1999-2000.

## Rosa
| N. |                   | Ruolo | Calciatore          |
| -- | ----------------- | ----- | ------------------- |
|    | Italia (bandiera) | D     | Cristian Arrieta    |
|    | Italia (bandiera) | D     | Andrea Basso        |
|    | Italia (bandiera) | A     | Nicola Bisso        |
|    | Italia (bandiera) | C     | Andrea Bompan       |
|    | Italia (bandiera) | P     | Lorenzo Cima        |
|    | Italia (bandiera) | C     | Stefano Favret      |
|    | Italia (bandiera) | C     | Palmiro Gregnanin   |
|    | Italia (bandiera) | A     | Andrea Maniero      |
|    | Italia (bandiera) | P     | Massimo Marconato   |
|    | Italia (bandiera) | D     | Pietro Mariniello   |
|    | Italia (bandiera) | A     | Antonio Marino      |
|    | Italia (bandiera) | C     | Andrea Martignon    |
|    | Italia (bandiera) | D     | Antonello Mendicino |

| N. |                   | Ruolo | Calciatore           |
| -- | ----------------- | ----- | -------------------- |
|    | Italia (bandiera) | C     | Cristian Pallanch    |
|    | Italia (bandiera) | D     | Yuri Pellegrini      |
|    | Italia (bandiera) | C     | Eddy Perenzin        |
|    | Italia (bandiera) | A     | Stefano Polesel      |
|    | Italia (bandiera) | C     | Roberto Rizzetto     |
|    | Italia (bandiera) | D     | Davide Scantamburlo  |
|    | Italia (bandiera) | D     | Agostino Siviero     |
|    | Italia (bandiera) | A     | Christian Soave      |
|    | Italia (bandiera) | C     | Adolfo Sormani       |
|    | Italia (bandiera) | D     | Roberto Tagliapietra |
|    | Italia (bandiera) | P     | Daniele Tormen       |
|    | Italia (bandiera) | A     | Alex Visentin        |